# Son of the Guardsman
Son of the Guardsman, cujo nome completo é Son of the Guardsman: Gallant Fighter of the Greenwood, é um seriado estadunidense de 1946, gênero aventura, dirigido por Derwin Abrahams, em 15 capítulos, estrelado por Robert Shaw, Daun Kennedy, Robert 'Buzz' Henry e Jock Mahoney. Foi produzido e distribuído pela Columbia Pictures, e veiculou nos cinemas estadunidenses a partir de 24 de outubro de 1946.
Foi o 31º entre os 57 seriados produzidos pela Columbia Pictures, e foi um dos raros exemplos de seriados “de época”, situados no Século XII, na Inglaterra. Foi francamente inspirado na lenda de Robin Hood, indluindo o bando de foras-da-lei da Floresta de Sherwood, mas não inclui o personagem Robin Hood.

## Sinopse
Situado na Idade Média, Sir Edgar Bullard conspira para conquistar a Inglaterra, seqüestrando a filha de seu rival, Lord Markham. Tal fato provoca seu sobrinho, David Trent, a se colocar contra ele e a se juntar aos foras-da-lei da Floresta de Sherwood, liderados por Allan Hawk. Enquanto isso, os foras-da-lei de Sherwood apóiam o usurpado Príncipe Richard como o governante legítimo da Inglaterra, que tem sido governada pelo regente Lord Hampton.

## Elenco
- Robert Shaw … David Trent, nobre que se torna fora-da-lei
- Daun Kennedy … Lady Louise Markham, filha de Lord Markham
- Robert 'Buzz' Henry … "Roger Mowbry", Príncipe Richard disfarçado
- Jim Diehl … Allan Hawk, líder dos for a-da-lei da Floresta de Sherwood
- Hugh Prosser… Red Robert
- Leonard Penn … Mark Crowell
- Jock Mahoney … Capitão Kenley
- Charles King … Sir Edgar Bullard, tio de David Trent
- John Merton … Lord Hampton

## Produção
Son of the Guardsman é baseado na lenda de Robin Hood, porém não inlcui o personagem Robin Hood, na Sherwood Forest. O seriado foi feito para usar trajes e sobras de longas-metragens, amortizando os custos da produção. O seriado no estilo drama de costumes era muito raro. O sub-título era "Gallant Fighter of the Greenwood".

### Dublês
- Jock Mahoney

### Música
A ópera de Richard Wagner, "Cavalgada das Valquírias", foi usada como tema para os bandidos da Floresta de Sherwood.

## Capítulos
1. Outlaws of Sherwood Forest
2. Perils of the Forest
3. Blazing Barrier
4. The Siege of Bullard Hall
5. A Dagger in the Dark
6. A Fight for Freedom
7. Trial by Torture
8. Mark Crowell's Treachery
9. Crushed to Earth
10. A Throne at Stake
11. Double Danger
12. The Secret of the Treasure
13. Into the Depths
14. The Lost Heritage
15. Free Men Triumph

Fonte:

## Seriado no Brasil
Son of the Guardsman, sob o título “A Sangue e Espada”, foi aprovado pela censura no Brasil, de acordo com o Diário Oficial da União, em 23 de março de 1948, sendo provável, portanto, que tenha estreado no país em 1948. Na época, foram censurados, o seriado e o trailer, para 14 anos de idade.